# Трилитон

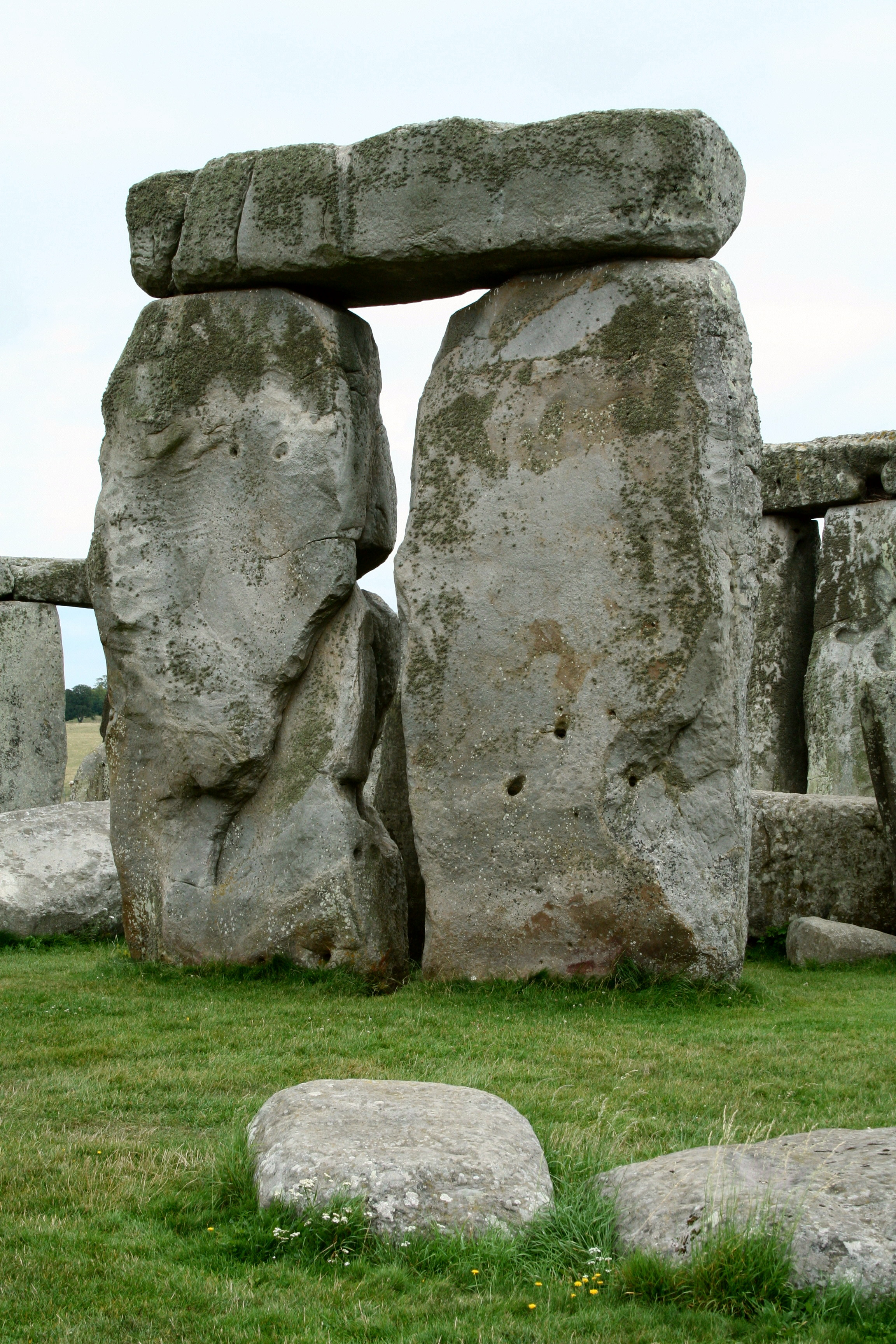
Трилитон Стоунхенджа

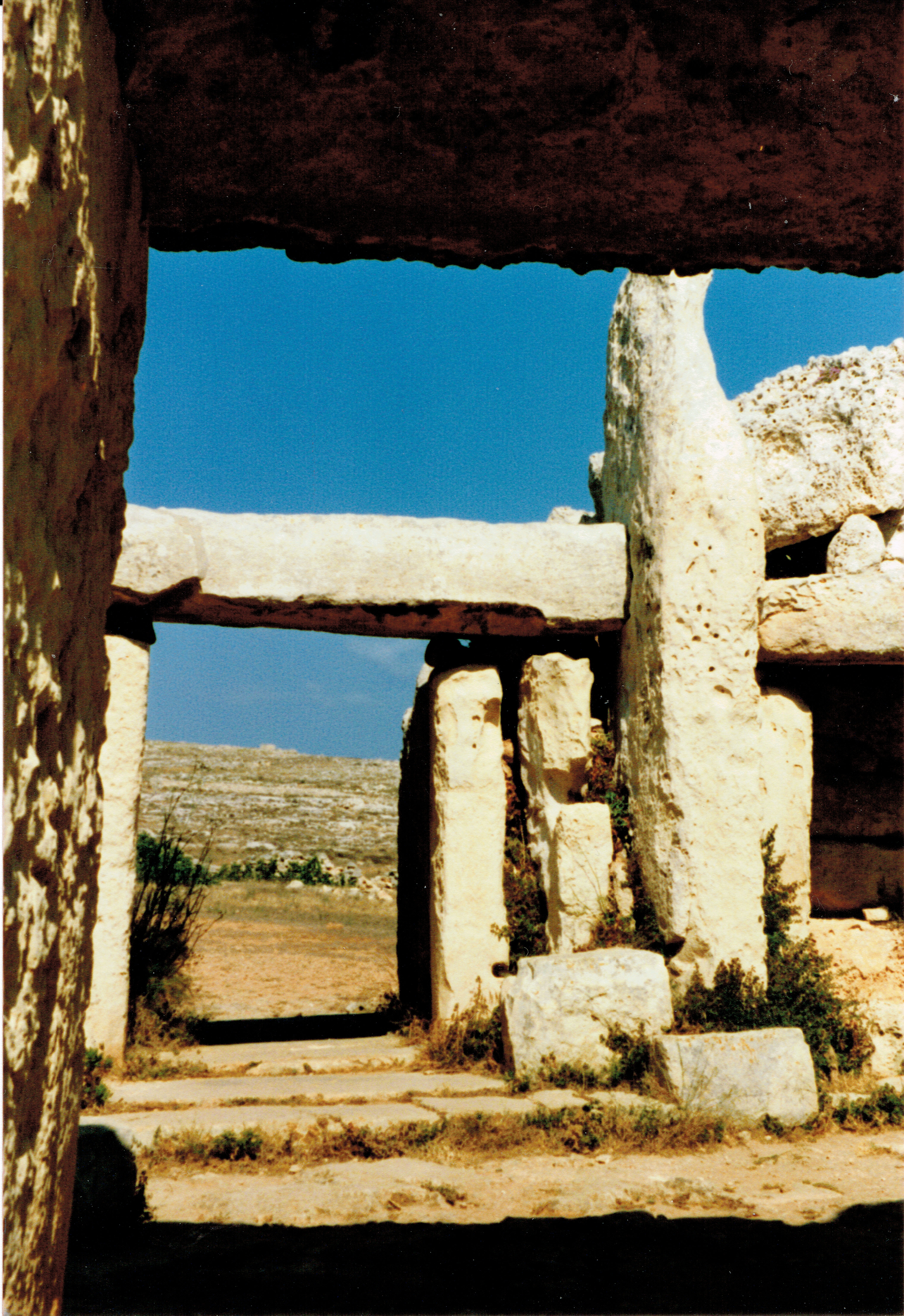
Входной трилитон храмового комплекса Мнайдра на Мальте

Трилито́н (от др.-греч. τρι- (три) + λίθος (камень)) — архитектурный элемент, состоящий из трёх камней.

## Общие сведения
Трилитон представляет собой элемент архитектуры из трёх камней. Термин, предложенный в 1740 году британским археологом Уильямом Стьюкли, обычно используют для описания элементов мегалитических сооружений.
Как правило, трилитон — это два вертикально установленных мегалита, поддерживающих третий, играющий роль перемычки между ними. Наиболее известные подобные конструкции расположены в английским Стоунхендже и мальтийским храмовом комплексе Мнайдра. Оба они являются объектами Всемирного наследия ЮНЕСКО.
Кроме того, трилитон может представлять собой три уложенных рядом мегалита. Таковым примером является мегалитическая подпорная стена террасы Храма Юпитера в Баальбеке, где масса каждого камня составляет порядка 800 тонн. То есть, они являются одними из самых больших монолитов, когда-либо обработанных и перемещённых человеком.